# Wereld van Waanzin
Darkover: Wereld van waanzin (Engels: Darkover Landfall) is een sciencefictionboek uit de Darkover-reeks uit 1972 van de Amerikaanse schrijfster Marion Zimmer Bradley. Het verhaalt over de eerste komst van de mensen op de planeet Darkover. Darkover: Wereld van waanzin is niet het eerste deel van de Darkover-reeks, maar behandelt wel het vroegste deel van de Darkover-geschiedenis.

## Korte samenvatting
Een groot ruimteschip is neergestort op een planeet rond een rode ster. De communicatie is uitgevallen en er zit niets anders op dan deze planeet te koloniseren. Het blijkt een vreemde onherbergzame wereld te zijn, bevolkt met mysterieuze wezens en onbekende psychische natuurkrachten.